# Sancha de Castela
Sancha de Castela (c. 1139 – 5 de agosto de 1177) foi infanta de Castela e rainha consorte de Navarra. Ela foi filha do rei Afonso VII de Castela e de sua primeira esposa, Berengária de Barcelona, filha do conde Raimundo Berengário III de Barcelona e de Dulce I da Provença.

## Biografia
Entre seus irmãos, estavam Sancho III de Castela, Fernando II de Leão, Constança de Castela, Urraca Afonso, a Asturiana e uma homônima, rainha de Aragão.
Em 2 de junho de 1153, casou, em Carrión de los Condes, com o rei Sancho VI de Navarra. Eles tiveram seis filhos:
- Berengária (c. 1165–1230), casada com o rei Ricardo I da Inglaterra;[1][2]
- Sancho (c. 1170–1234), sucessor de seu pai como Sancho VII de Navarra;
- Branca, Condessa de Champagne (c. 1177–1229), casada com o conde Teobaldo III de Champagne, mãe do rei Teobaldo I de Navarra; seus descendentes se tornaram, no século XIII, os reis de Navarra.
- Ramiro (m. 1228), bispo de Pamplona;
- Fernando (m. 1207);
- Constança, morta jovem.

O corpo de Sancha está sepultado em Pamplona, na Catedral de Santa Maria.